# Xiaomi
Xiaomi (pronunciado [ɕjǎu.mì] (escutarⓘ); chinês: 小米科技, pinyin: Xiǎomǐ Kējì) é uma empresa multinacional chinesa do ramo da tecnologia e manufatura de produtos eletrônicos com sede em Pequim. A Xiaomi desenvolve, investe, produz e distribui smartphones, notebooks, smartbands, fones de ouvido, televisões, dispositivos para casas inteligentes, e muitos outros produtos.
O fundador e diretor-executivo da empresa é Lei Jun, a 25ª pessoa mais rica da China, segundo a Forbes. A empresa vendeu mais de 60 milhões de telefones celulares em 2014. Segundo a IDC, a Xiaomi vendeu 32.7 milhões de smartphones no terceiro trimestre de 2019.
A empresa tem 16911 funcionários, principalmente na China, Malásia, e Singapura, e está a se expandir mundialmente, como Índia e Indonésia, e nas Filipinas. Segundo a Bussiness Insider, atualmente a Xiaomi é 5ª maior fabricante de Smartphones do Mundo, com uma fatia de 10% do mercado global de Smartphones. Segundo a IDC, a Xiaomi é possuidora da 4ª maior fatia do mercado global de Smartphones.
No final de novembro de 2014, tornou-se a empresa recém-lançada de tecnologia mais valiosa do mundo depois de ter recebido 4,1 bilhões de dólares de financiamento por parte dos investidores, fazendo com que valorizasse para mais de 46 bilhões de dólares. Em 2017, a Xiaomi foi eleita pelo ranking BrandZ como a 5.ª marca chinesa com maior presença global, atrás da Lenovo, Huawei, Alibaba e Elex Tech. Em junho de 2019, a Xiaomi entrou pela primeira vez no ranking das 100 Marcas Mais Valiosas do Mundo, ocupando a 74ª colocação.

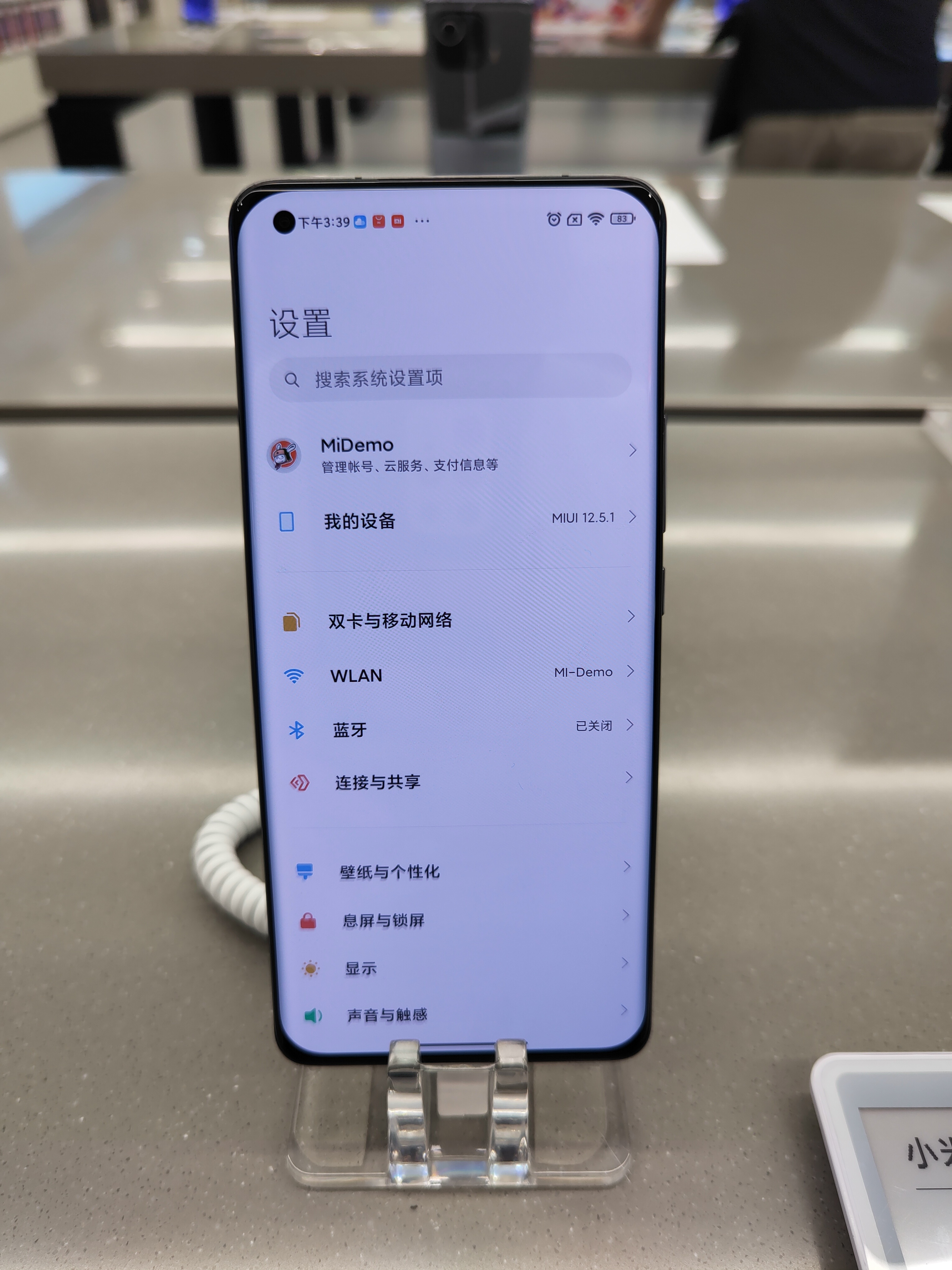
Xiaomi Mi 11 Ultra.

## História
A Xiaomi foi fundada em 2010. Xiaomi e MI são duas empresas diferentes, no entanto, elas produzem a MI e Redmi em colaboração entre si; a logo "MI" da Xiaomi é uma abreviação de "Mobile Internet" (internet móvel) desde que a Xiaomi foi fundada para ser a primeira empresa de tecnologia móvel. A Xiaomi tem um total de 16911 funcionários em tempo integral. A maioria está baseada em Pequim, na China continental, enquanto os outros estão divididos entre a Índia, Taiwan, Indonésia e Hong Kong.[carece de fontes?]

## Mercado brasileiro
No dia 29 de junho de 2015, a Xiaomi chegou ao Brasil através de parcerias. Sua loja oficial era administrada pela B2W Digital, que também vendia aparelhos da marca pelas suas empresas, Lojas Americanas, Submarino e Shoptime. Os produtos da Xiaomi também eram comercializados pela Walmart, Webphones e CNOVA. Apostou no desenvolvimento de uma ampla gama de produtos eletrônicos de consumo. Após cerca de um ano de sua chegada ao Brasil, a empresa deixou de trazer seus lançamentos, dando sinais que não tinha planos de seguir atuando no país. A Xiaomi encerrou suas atividades no Brasil no segundo semestre de 2016. Desde então, os consumidores da marca chinesa precisam procurar outros meios para adquirir os produtos, como a importação.
Em 2018 a Amazon introduziu em seu catálogo no Brasil aparelhos da Xiaomi.
Após várias especulações, em fevereiro de 2019 a DL Eletrônicos confirmou parceria com a Xiaomi para venda de seus aparelhos smartphones Redmi Note 6 Pro e o Pocophone F1 que seriam vendidos apenas nas lojas físicas da Ricardo Eletro. Portanto, em maio, em um evento oficial foi confirmado que a DL estaria trazendo vários produtos da marca através de importação com garantia local. Em junho de 2019 foi inaugurada a 1.ª loja no Shopping Ibirapuera, zona sul de São Paulo, foi visitada por 7 mil pessoas no primeiro fim de semana de funcionamento.
Em junho de 2019, o modelo Redmi Note 7 figurou em 1.º lugar na lista de smartphones mais vendidos no Brasil pela Amazon.
Em agosto de 2021, anunciou a abertura de mais cinco lojas físicas no Brasil, a serem concretizadas nos meses seguintes, nas cidades de Rio de Janeiro, São Paulo, Curitiba e Salvador.

## Mercado europeu
Nos últimos anos, a Xiaomi tem crescido na Europa, tanto no mercado online como no físico. Segundo a Canalys, no primeiro trimestre de 2020, a marca chinesa conquistou a liderança de vendas em Espanha e a 4ª posição na Europa Ocidental.
Já segundo um estudo da Counterpoint, a Xiaomi conquistou, no primeiro trimestre de 2020, a 4ª posição de vendas no continente europeu com uma quota de mercado de 11%, o que representou um crescimento de 145% face ao mesmo período do ano anterior.

## Controvérsias
A Xiaomi viola a licença da GNU GPL por não estar em conformidade com os termos. O kernel Linux do projeto Android é licenciado sob os termos copyleft da GPL, que exige que a Xiaomi distribua o código-fonte completo do kernel e árvores de dispositivos Android para cada dispositivo que distribuir.
Ao se recusar a fazê-lo, ou atrasando injustificadamente esses lançamentos, a Xiaomi está violando a lei de propriedade intelectual na China, como um estado da OMPI. O proeminente desenvolvedor do Android Francisco Franco criticou publicamente o comportamento da Xiaomi depois de repetidos atrasos no lançamento do código-fonte do kernel. A Xiaomi prometeu cumprir a GPL em tempo hábil daqui para frente.

## Logotipo
Kenya Hara é um dos principais designers gráficos do Japão, além de curador e escritor. Em um vídeo apresentado no evento após o anúncio de seu trabalho para a logo, ele deu os detalhes sobre a transformação feita. Uma das palavras-chave usadas nas explicações foi “alive” (vivo), onde o arredondamento dos cantos não era só um simples arredondamento, pois significa um “encapsulamento da filosofia da Xiaomi”.

1° logo da xiaomi em 2010